# Гватемальський кетсаль
Гватемальський кетсаль (ісп. Quetzal, фр. Quetzal) — грошова одиниця Гватемали.
Назва валюти походить від назви птиці — національного символу Гватемали — кетсаля.
Введена в обіг у 1925 році замість песо, який використовувався раніше, за співвідношенням 60 песо = 1 кетсаль.
Спочатку кетсаль, як і американський долар, забезпечувався 1,504666 г золота, але карбували золоті монети лише у 1926 році — номіналом у 5, 10 і 20 кетсалів. Срібні монети випускалися в 1925 році номіналом ¼ кетсаля, а у 1926—1929 і 1946—1949 роках — номіналом в ½ і 1 кетсаль.

## Монети

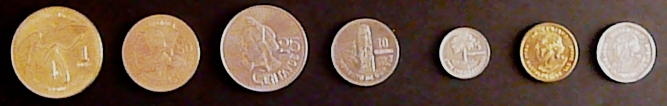
Кетсаль (монети)

З 1925 року карбувалися монети номіналом 1, 5, 10 центаво, ¼, ½ та 1 кетсаль, але більшість монет 1 кетсаль були вилучені й переплавлені. У 1930 додалися монети ½ і 2 центаво. До 1965 монети номіналом 5 центаво і вище карбувалися з 72 % срібла. Монети ½ і 1 кетсаль знову почали карбувати відповідно у 1998 і 1999 році. Зараз знаходяться в обігу монети номіналом:
- 1 центаво
- 5 центаво
- 10 центаво
- 25 центаво
- 50 центаво
- 1 кетсаль

## Банкноти
Банкноти старих зразків випуску після 1948 року зустрічаються вкрай рідко та вилучаються з обігу в міру зношування. Банкноти наступних серій відрізняються незначними змінами в оформленні та ознаках захисту.
| Серія 1989—2009 років | Серія 1989—2009 років | Серія 1989—2009 років | Серія 1989—2009 років | Серія 1989—2009 років | Серія 1989—2009 років                                               | Серія 1989—2009 років                                | Серія 1989—2009 років |
| Зображення            | Зображення            | Номінал (кетсалів)    | Розміри (мм)          | Основні кольори       | Опис                                                                | Опис                                                 | Рік друку             |
| Аверс                 | Реверс                | Номінал (кетсалів)    | Розміри (мм)          | Основні кольори       | Аверс                                                               | Реверс                                               | Рік друку             |
| --------------------- | --------------------- | --------------------- | --------------------- | --------------------- | ------------------------------------------------------------------- | ---------------------------------------------------- | --------------------- |
|                       |                       | 1                     | 67 х 156              | Зелений, рожевий      | Портрет Хосе Марія Орельяни                                         | Будівля банку Гватемали                              | 1990                  |
|                       |                       | 1                     | 67 х 156              | Зелений, рожевий      | Портрет Хосе Марія Орельяни                                         | Будівля банку Гватемали                              | 2006                  |
|                       |                       | 5                     | 67 х 156              | Фіолетовий, червоний  | Портрет Джусто Барріоса                                             | Вчителька з учнями в класі                           | 1990                  |
|                       |                       | 10                    | 67 х 156              | Червоний, блакитний   | Портрет Мігеля Гранадоса                                            | Засідання Національної Асамблеї 1872 року            | 1989                  |
|                       |                       | 20                    | 67 х 156              | Синій, фіолетовий     | Портрет Маріано Галвеза                                             | Підписання Акту про незалежність Центральної Америки | 1989                  |
|                       |                       | 50                    | 67 х 156              | Помаранчевий, рожевий | Портрет Carlos O.Zachrisson                                         | Збір кави на плантації                               | 1989                  |
|                       |                       | 100                   | 67 х 156              | Коричневий, жовтий    | Портрет Франциско Маррокіна                                         | Університет в місті Сан Карлос Барромео              | 2001                  |
|                       |                       | 100                   | 67 х 156              | Коричневий, жовтий    | Портрет Франциско Маррокіна                                         | Університет в місті Сан Карлос Барромео              | 2008                  |
|                       |                       | 200                   | 67 х 156              | Синій, жовтий         | Портрети Себастьяна Коркера, Маріано Вальреде та Германа Алькантари | Руїни місячної ночі                                  | 2009                  |

### Пам'ятні банкноти

#### 20 кетсалів 2020 року «200-річчя Незалежності»
У 2020 році була випущена пам'ятна банкнота номіналом 20 кетсалів, присвячена 200-річчю незалежності Центральної Америки. На лицьовій стороні банкноти зображено портрет доктора Маріано Гальвеса, одного з видатних діячів в історії Гватемали, а також зображення Королівського палацу Нової Гватемали де ла Асунсьйон (столиця Гватемали після її перенесення в 1776 році). На зворотній стороні банкноти — підписання Акту про незалежність Центральної Америки, а також квезаль — національний птах Гватемали, символ свободи та незалежності.

#### 1 кетсаль 2023 (2024) року «100-річчя валюти кетсаль»
У 2024 році була випущена пам'ятна банкнота номіналом 1 кетсаль з нагоди 100-річчя валюти. На лицьовій стороні банкноти розміщені зображення птаха квезаль, монети номіналом в 1 кетсаль, портрет генерала Хосе Марії Орельяна, який запровадив кетсаль як офіційну валюту Гватемали в 1925 році, а також Храм I в Тікалі, який є одним із найбільш знакових археологічних пам'яток Гватемали. На зворотній стороні банкноти зображено будівлю Банку Гватемали.